# Brändholm (vid Kolko, Iniö)
Brändholm är en ö i Finland. Den ligger i Skärgårdshavet och i kommunen Pargas i landskapet Egentliga Finland, i den sydvästra delen av landet. Ön ligger omkring 48 kilometer väster om Åbo och omkring 200 kilometer väster om Helsingfors.
Öns area är 4,2 hektar och dess största längd är 290 meter i nord-sydlig riktning.